# 緑マンガン鉱
緑マンガン鉱（りょくまんがんこう、英: manganosite）は、鉱物（酸化鉱物）の一種。化学組成は MnO（酸化マンガン(II)）、結晶系は等軸晶系。ペリクレースグループに属する。

## 産出地
日本国内の様々な場所のマンガン鉱床で産出するが、産出量は微量である（群馬県黒川鉱山・栃木県真名子鉱山・宮崎県秋元鉱山・京都府玉岩鉱山など）。

## 性質・特徴
色は光沢の緑色（空気中で直ちに黒褐色に変色）。特徴的な緑色は、空気中で黒変しやすい。その速度は産地によって異なり、結晶度が高いほど遅いと言われる。黒変を防ぐにはクリアラッカーやマニキュア液を塗ると良いと言われるが、それでも半永久的に保存することは難しい。
晶癖の8面体。へき開は3方向完全。 
硬度は 5.5。比重は 5.4。